# غرافتون (ماساتشوستس)
غرافتون (بالإنجليزية: Grafton, Massachusetts)‏ هي بلدة أمريكية تقع في الولايات المتحدة في مقاطعة ووستر (ماساتشوستس). يقدر عدد سكانها بـ 17,765 نسمة ومساحتها 60.3 كم2 وترتفع عن سطح البحر 130 متر.

## أعلام
- إدوارد إم. كينغزبيري
- جون آدامز ويبل
- روجر دبليو. روبنسون
- أسا ستراتون
- سيراس بيت غروسفينور
- هيو برادلي